# Бронёвка

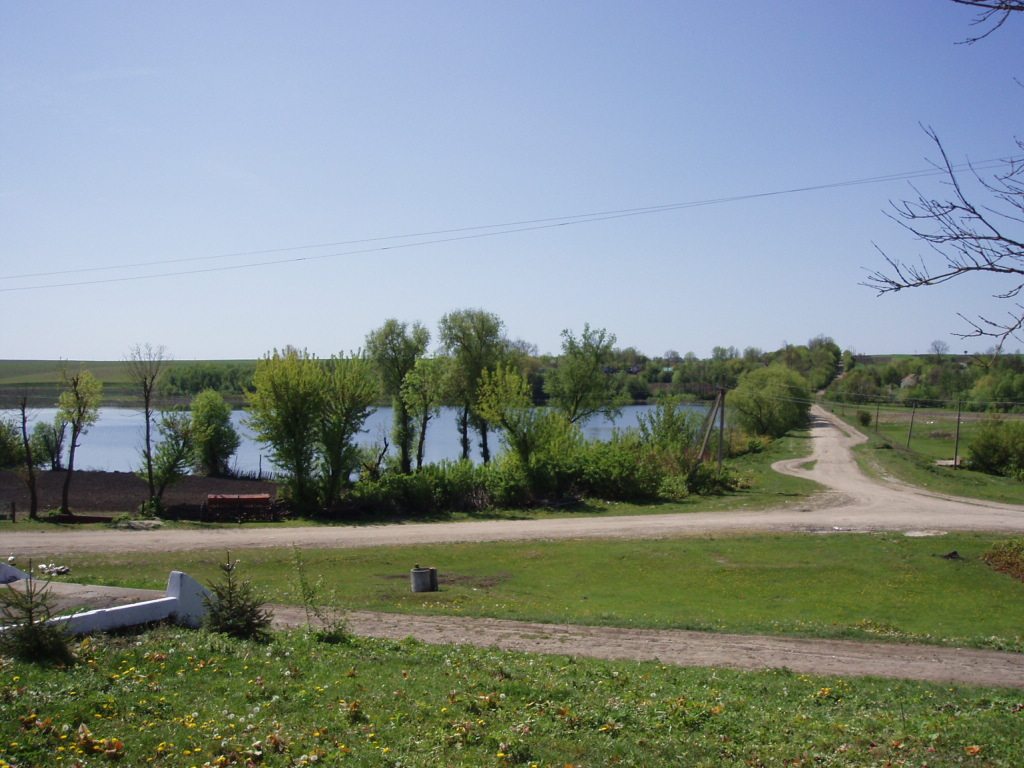
Вид на греблю через реку Бовенец

Бронёвка (укр. Бронівка) — село в Волочисском районе Хмельницкой области Украины. Расположено на равнине в 40 километрах к юго-западу от города Хмельницкий и в 26 километрах к юго-востоку от районного центра Волочисск. К северу от села (7 км) находится железнодорожная станция Войтовцы на линии Хмельницкий-Тернополь.
Через село протекает река Бовенец, которая образует два пруда.
Население по переписи 2001 года составляло 432 человека. Почтовый индекс — 31270. Телефонный код — 3845. Занимает площадь 1,64 км². Код КОАТУУ — 6820981201.

## Местный совет
31277, Хмельницкая обл., Волочисский р-н, с. Броневка